# John Jervis (MP for Horsham)
John Jervis (1826–1860) fue un político inglés.
Hijo de John Jervis , fue brevemente miembro del Parlamento (MP) de Horsham desde el 28 de julio de 1847 hasta que su elección fue declarada nula el 23 de marzo de 1848.